# Suaquen
Suaquen (en árabe: السواكن‎, en lenguas bereberes: ⵙⵡⴰⴽⵏ, en francés: Souaken) es un municipio marroquí en la región de Tánger-Tetuán-Alhucemas. Desde 1912 hasta 1956 perteneció a la zona norte del Protectorado español de Marruecos.